# Kai Verbij
Kai Verbij (八木開 Yagi Kai; Leiderdorp, 25 september 1994) is een Nederlandse langebaanschaatser. In 2017 werd hij wereldkampioen sprint en twee en vier jaar later won hij op het wereldkampioenschap afstanden goud op de 1000 meter. Sinds 2024 traint hij bij Johan de Wit.

## Biografie

#### Afkomst
Verbij is de zoon van een Japanse moeder en een Nederlandse vader; hij spreekt ook Japans. Hij begon op zesjarige leeftijd met schaatsen in Den Haag, maar ging op zevenjarige leeftijd in clubverband in Leiden schaatsen. Hij schaatste bij IJsclub Hoogmade en van seizoen 2011 tot 2014 bij Jong Oranje. Zijn zus Mai Verbij is radio- en televisiepresentatrice.

#### Top bij de junioren
Verbij haalde in het seizoen 2009-2010 drie nationale titels bij de C-junioren: NK Supersprint, NK Kortebaan en NK Allround junioren. Hij heeft ook de Vikingrace, een officieus EK, gewonnen. Verbij werd in het seizoen 2010-2011 Nederlands kampioen Allround bij de junioren B, eerste op de 500m, 1000m en 1500m bij de NK afstanden en voor de vijfde keer op rij won hij de Vikingrace. In 2011 wint Verbij de diverse nationale kampioenschappen voor B-junioren en wordt ook bekend dat Verbij reeds als B2-junior voor Jong Oranje gaat rijden, een team dat normaliter uit A-junioren bestaat.
Op de Wereldkampioenschappen schaatsen junioren 2012 wint hij brons met de ploegenachtervolging en wordt hij vijfde op de 1500 meter.
Op de eerste wedstrijd van de Holland Cup 2011/2012 in oktober 2011 verzekerde Verbij zich van een startplek op de 500 meter van het NK afstanden 2012.
Verbij deed ook mee aan de Nederlandse kampioenschappen schaatsen sprint 2012 waarbij hij zijn persoonlijke records op de 500 en 1000 meter verbeterde en daarmee twaalfde werd. Op 30 oktober 2015 reed hij de 500 meter in Enschede naar 34,99 tijdens de KNSB Cup; een zeldzame prestatie op een dergelijke ijsbaan in Nederland. Hiermee plaatste hij zich voor de eerste wereldbekerwedstrijden, ten koste van sprinters als Michel Mulder en Jan Smeekens. Op 27 december 2015 wint hij zijn eerste sprinttitel: op de 500 meter op het NK Afstanden weet hij in twee omlopen de snelste tijd te noteren.

#### Eerste succes bij de senioren
Na een zeer succesvol WK bij de junioren moest Verbij vertrekken bij Jong Oranje en sloot hij zich aan bij Beslist.nl.
Op het NK Afstanden 2015 wist Verbij zich voor het eerst te plaatsen voor de wereldbeker, op de 500 meter en 1500 meter werd hij 7e en op de 1000 meter zelfs 5e. Zijn beste resultaat in de wereldbekercyclus was een 4e plaats op de 1000 meter in Seoul.
Bij het NK Sprint reed Verbij een redelijk toernooi, degelijke races brachten hem uiteindelijk naar de 6e plaats in het eindklassement, hiermee wist hij zich echter niet te mengen in de strijd om de WK-tickets.
De grote doorbraak bij de senioren beleefde Verbij op de nieuw opgezette KNSB Cup in Enschede. Met twee tweede plaatsen op de 500 meter en een derde plaats op de 1000 meter plaatste hij zich overtuigend op beide afstanden voor de eerste Wereldbekercyclus. De goede seizoensstart gaf Verbij vervolg in de wereldbeker door het gehele seizoen goed en constant te presteren met als hoogtepunten brons op de 500 meter in Inzell en Stavanger en op de 1000 meter in Inzell.
Eind december 2015 pakte Verbij tijdens het NK Afstanden 2016 zijn eerste titel bij de senioren: op de 500 meter won hij goud. Daarnaast pakte hij op de 1000 meter achter de ongenaakbare Kjeld Nuis het zilver. Door zijn goede prestaties tijdens de wereldbeker en het NK Afstanden plaatste Kai Verbij zich op zowel de 500 als de 1000 meter voor het WK Afstanden in Kolomna. Drie weken later liet Verbij opnieuw zijn klasse zien. Bij afwezigheid van onder meer Kjeld Nuis schaatste Verbij, met overmacht naar de Nederlandse sprinttitel, daarnaast won hij ook beide 1000 meters. Met deze titel kwalificeerde Verbij zich voor het eerst voor het WK Sprint. Op zaterdag 7 januari 2017 werd hij in een bomvol en vernieuwd Thialf de eerste Europees kampioen sprint.
In april 2024 vertrok Verbij bij Jumbo-Visma nadat hij twee seizoenen matig presteerde. Zijn vijfde plaats op het NK afstanden op de 1000 meter was zijn beste prestatie. In november 2024 sloot Verbij zich aan bij het team van Johan de Wit.

#### Meervoudig wereldkampioen
Verbij prolongeerde zijn Europese titel sprint in 2019.
Verbij werd op de wereldkampioenschappen schaatsen afstanden 2019 wereldkampioen op de 1000 meter en de teamsprint. Op de wereldkampioenschappen schaatsen afstanden 2020 werd hij wereldkampioen op de teamsprint. Op de wereldkampioenschappen schaatsen afstanden 2021 werd hij weer wereldkampioen op de
1000 meter.

## Records

### Persoonlijke records[15]
| Afstand    | Tijd    | Datum            | Baan           |
| ---------- | ------- | ---------------- | -------------- |
| 500 meter  | 34,13   | 9 december 2017  | Salt Lake City |
| 1000 meter | 1.06,34 | 9 maart 2019     | Salt Lake City |
| 1500 meter | 1.45,41 | 22 maart 2015    | Calgary        |
| 3000 meter | 3.53,70 | 9 december 2012  | Inzell         |
| 5000 meter | 6.56,25 | 18 december 2011 | Inzell         |

### Wereldrecords
| Nr. | Afstand        | Tijd    | Datum               | Baan    |
| --- | -------------- | ------- | ------------------- | ------- |
| 1.  | Sprintvierkamp | 136,065 | 25/26 februari 2017 | Calgary |

|  | = huidig wereldrecord |

#### Wereldrecords laaglandbaan (officieus)
| Nr. | Afstand    | Tijd    | Datum           | Baan       |
| --- | ---------- | ------- | --------------- | ---------- |
| 1.  | 1000 meter | 1.07,48 | 3 november 2019 | Heerenveen |

|  | = huidig wereldrecord |

## Resultaten
| Jaar | NK Afstanden                 | NK Sprint                | NK Allround           | EK Sprint           | EK Afstanden                 | WK Sprint           | WK Afstanden                     | Olympische Spelen                                          | Wereldbeker        | WK Junioren                                                          |
| ---- | ---------------------------- | ------------------------ | --------------------- | ------------------- | ---------------------------- | ------------------- | -------------------------------- | ---------------------------------------------------------- | ------------------ | -------------------------------------------------------------------- |
| 2012 | 21e 500m 20e 1000m           | 12e (12e, 12e, 13e, 13e) |                       |                     |                              |                     |                                  |                                                            |                    | 8e Allround · (2e, 16e, 3e, 17e) 9e 1000m · 5e 1500m · Achtervolging |
| 2013 | 14e 500m 18e 1000m 12e 1500m | 13e (15e, 13e, 17e, 11e) | 15e (6e, 22e, 9e, nc) |                     |                              |                     |                                  | - Allround · 5e 500m · 1000m · 4e 1500m · 6e Achtervolging |                    |                                                                      |
| 2014 | 15e 500m 12e 1000m 14e 1500m |                          |                       |                     |                              |                     |                                  | - Allround · 500m · 1000m · 1500m                          |                    |                                                                      |
| 2015 | 7e 500m 5e 1000m 7e 1500m    | 6e (8e, 8e, 11e, 9e)     |                       |                     |                              |                     | 41e 500m 13e 1000m 33e 1500m     |                                                            |                    |                                                                      |
| 2016 | 500m · 1000m                 | · (4e, , )               |                       | · (, 6e, 6e, 4e)    | 23e 500m 7e 1000m            |                     | 14e 500m 7e 1000m                |                                                            |                    |                                                                      |
| 2017 | 5e 500m · 1000m              |                          |                       | · (4e, , )          | · (9e, , 4e, 9e)             | 1000m               |                                  | 4e 500m · 1000m                                            |                    |                                                                      |
| 2018 | 500m · 1000m                 |                          |                       |                     |                              | · (7e, , 11e, )     |                                  | 9e 500m 6e 1000m                                           | 7e 500m · 1000m    |                                                                      |
| 2019 | 5e 500m · 1000m              |                          |                       | · (, )              |                              | 5e · (, 10e, , 6e)  | 1000m · teamsprint               |                                                            | 13e 500m · 1000m   |                                                                      |
| 2020 | 500m · 1000m                 |                          |                       |                     |                              | 4e (9e, 8e, 5e, 5e) | 10e 500m · 6e 1000m · teamsprint |                                                            | 12e 500m · 1000m   |                                                                      |
| 2021 | 500m · 1000m                 | · (4e, 4e, 4e, )         |                       | DQ · (DQ, , , -)    |                              |                     | 4e 500m · 1000m                  |                                                            | 25e 500m · 1000m   |                                                                      |
| 2022 | 500m · 1000m                 |                          |                       |                     | 4e 500m · 1000m · teamsprint | · (4e, 4e, 6e, )    |                                  | 14e 500m 30e 1000m                                         | 17e 500m 5e 1000m  |                                                                      |
| 2023 |                              | · (, 5e, 5e, 7e)         |                       | 4e · (4e, 4e, , 4e) |                              |                     |                                  |                                                            | 47e 500m 41e 1000m |                                                                      |
| 2024 | 7e 500m 5e 1000m             | 6e (8e, 15e, 4e, 4e)     |                       |                     |                              |                     |                                  |                                                            | 31e 500m 33e 1000m |                                                                      |

### Wereldbekerwedstrijden[16]
| Seizoen   | 500m                                        | 1000m                      | 1500m                |
| --------- | ------------------------------------------- | -------------------------- | -------------------- |
| 2014/2015 | 6e (b), 6e(b), -, -, -, -, -, -, -, -, -, - | 12e, 4e, 10e, 12e, -, -, - | -, -, 2e(b), -, -, - |
| 2015/2016 | 14e, 12e, 4e, 16e, 14e, , 5e, 7e, , 4e      | 7e, 6e, , 7e, 5e, -        |                      |
| 2016/2017 | , 16e, 4e, 20e, 15e, 10e, 11e,              | 5e, , -, 4e, ,             |                      |

- = geen deelname
(b) = B-divisie

### Medaillespiegel
Bijgewerkt tot 4 maart 2022
| Kampioenschap          | Goud · | Zilver · | Brons · |
| ---------------------- | ------ | -------- | ------- |
| NK Afstanden           | 5      | 3        | 4       |
| NK Sprint klassement   | 1      | 1        | 0       |
| NK Sprint afstanden    | 2      | 0        | 1       |
| EK Sprint klassement   | 2      | 0        | 0       |
| EK Sprint afstanden    | 3      | 3        | 2       |
| EK Afstanden           | 1      | 0        | 2       |
| Wereldbeker 500 meter  | 0      | 0        | 4       |
| Wereldbeker 1000 meter | 2      | 3        | 1       |
| Wereldbeker klassement | 1      | 2        | 1       |
| WK Junioren allround   | 2      | 2        | 1       |
| WK Junioren afstanden  | 2      | 2        | 1       |
| WK Sprint klassement   | 1      | 1        | 2       |
| WK Sprint Teamsprint   | 0      | 0        | 1       |
| WK afstanden           | 4      | 0        | 1       |